# جسر زرامين
جسر زرامين (بالفارسية: پل زرامین) هو جسر تاريخي يعود إلى عصر القاجاريون، ويقع في مقاطعة نهاوند.